# نسل قلم
نسل قلم مجموعه صد و ده جلدی در معرفی نویسندگان مطرح و مهم جهانی در عرصه‌های مختلف، ادبیات، فلسفه سیاسی به سرویراستاری خشایار دیهیمی و همراهی جمعی مترجمان است.
از جمله این مترجمان می‌توان به عبدالله توکل، کریم امامی، حشمت‌الله کامرانی، مهدی سحابی، گلی امامی، عبدالله کوثری، عزت‌الله فولادوند، منوچهر بدیعی، رضا قیصریه، کاوه میرعباسی، محمد مختاری و… اشاره کرد.
بنیاد ترجمه این مجموعه سال ۱۳۷۱ گذاشته شد، بخش‌هایی از این مجموعه در نشر ماهی و نشر فرهنگ نو در سال‌هایی ۱۳۸۹ و ۱۳۹۷ تجدیدچاپ شده‌است.
کتاب‌های یاد شده مدخل‌هایی از سه مجموعه European writers و British writers و American writers است که به فارسی ترجمه و منتشر شده‌است. نخستین کتاب فارسی از این مجموعه به «هرمان ملویل» نوشته لئون هاوارد اختصاص داشت که سال ۱۳۷۲ در نشر کهکشان منتشر شد و در سال ۱۳۹۷ برای سومین‌بار در نشر فرهنگ نو تجدید چاپ شد.
از جمله نویسندگانی که در این مجموعه به آن‌ها پرداخته شده‌است می‌توان اشاره کرد به آرتور شوپنهاور، آرت‍ور ک‍وس‍ت‍ل‍ر، آرتور میلر، آسکار وایلد، آلبرتو موراویا، آلبر کامو، الکسی دو توکویل، آنا آخماتووا، آنتون چخوف، آندره بروتون و…

## تاریخچه
نخستین ایده‌های ترجمه مجموعه نسل قلم در نیمه دهه شصت شکل می‌گیرد. خشایار دیهیمی در روایت آن روزها گفته‌است: «من از سال ۱۳۶۵ در انتشارات انقلاب اسلامی ویراستار کتاب تاریخ تمدن اثر ویل دورانت بودم. پایان ویرایش آن مجموعه، ویراستاری فرهنگ مشاهیر جهان را پیشنهاد کردند و من همراه تیم چندنفره چهار سال روی فرهنگ مشاهیر جهان کردیم، یک‌باره با تغییر مدیریت انتشارات انقلاب اسلامی مواجه شدیم و نه تنها آن پروژه متوقف شد بلکه من نیز بیکار شدم. به کارهای متفرقه مشغول شده بودم تا اینکه جناب بانکی و میرزایی به من پیشنهاد کردند تا کمک کنم و مجله «نگاه نو» در بیاید.»
پس از چندی انتشار مجله نگاه نو کار تمام وقت او شد؛ در این‌باره گفته‌است: «در مجله نگاه نو، یک بخش ادبیات داشتیم که در هر شماره اختصاص به معرفی یک نویسنده داشت. فکر نسل قلم در آنجا پایه‌ریزی شد. ما با استفاده از مجموعه دائرةالمعارف اسکریتر هر شماره ۲۰ تا ۵۰ صفحه را به معرفی یک نویسنده اختصاص می‌دادیم و مقاله‌های آن مجموعه را ترجمه می‌کردیم. بعد بنا به دلایلی که نمی‌شود توضیح داده کار من در نگاه نو متوقف شد و من بیکار شدم. فکر کردم که می‌شود همان کاری را که در بخش ادبی نگاه نو انجام می‌دادیم به صورت مستقل و در قالب کتاب ادامه دهم. به بسیاری از ناشران پیشنهاد دادم که این کار را ادامه دهیم و هر ماه دو جلد از این مجموعه را منتشر کنیم و جلو برویم. اما به هر ناشری که مراجعه می‌کردم و بدبین بود و می‌گفت این کار در ایران شدنی نیست. کار دنباله‌دار امکان‌پذیر نیست. می‌گفتند در ایران خیلی‌ها مدعی انتشار مجموعه شدند اما نتوانستند.»
سرمایه نشر نسل قلم
پیشنهاد دوستم آرمان امید قبض‌هایی چاپ کردیم، آن‌ها را بین دوستان و آشنایان و مردم فروختیم و کتاب‌ها را از این طریق پیش‌فروش کردیم و پولی فراهم شد تا کار انجام و منتشر شد. شش جلد اول مجموعه را به قیمت مجموعاً ۶۰۰ هزار تومان پیش فروش کردیم؛ یعنی هر جلد صدتومان، بدین ترتیب با همت «آرمان امید» و بعد با همکای دوست دیگرم حسن ملکی که دفتری در اختیار ما گذاشت کار پیش رفت و دوست دیگرم بهرام داوری هم طراحی جلد کتاب‌ها را بر عهده داشت و من به ایشان بسیار مدیونم و باید همین‌جا از ایشان هم یاد کنم. کلا همه مجانی کار می‌کردند؛ به عشق این‌که مجموعه نسل قلم منتشر شود.

## بازتاب‌ها
استقبال از مجموعه آثار نسل قلم بسیار چشم‌گیر بود و هر مجلد از این مجموعه با شمارگان ۳ هزار نسخه منتشر می‌شد. در مقدمه چاپ نخست این مجموعه برای ترغیب بیش‌تر مردم به خرید و حمایت از انتشار آثار نسل قلم عنوان می‌شد؛ ناشر کتاب‌های نسل قلم مخاطب‌ها و خوانندگان هستند با پیش خریدی که آثار می‌کنند. با انتشار سی‌امین مجلد از مجموعه نسل قلم کریم امامی با انتشار یادداشتی در مجله کلک این اقدام را تحسین کرد و از آن به عنوان «شق‌القمر» در نشر مجموعه کتاب در ایران یاد کرد. در چاپ نخست یک‌صد و ده مجلد کتاب منتشر شد و چاپ دوم با همکاری نشر ماهی و تجدیدچاپ سوم با همکاری فرهنگ نشر نو قریب نیم میلیون نسخه از کتاب‌های این مجموعه فروش رفته‌است.
گلی امامی دربارهٔ این مجموعه نوشت: مجموعه نسل قلم - نشر نشانه با همکاری دفتر ویراسته- حدود ۲۰ سال پیش به ابتکار و همت جناب خشایار دیهیمی منتشر شد، که رسالتش در زندگی، پیشبرد خرد و شعور جامعه است. هدف مجموعه معرفی موجز و مشروحی از مهم‌ترین نویسندگان و متفکران ادبیات جهان بود. درحقیقت این جزوه‌ها، برگرفته از مدخل‌های دایرةالمعارف ادبیات جهان از انتشارات اسکریبنر است که تا سال ۱۳۷۲، ۳۴ جلد آن منتشر شده بود. هشت جلد دربارهٔ نویسندگان آمریکایی، ۹ جلد دربارهٔ نویسندگان بریتانیایی، دو جلد در معرفی نویسندگان یونان و روم باستان، ۱۴ جلد مختص نویسندگان اروپایی و سرانجام سه جلد دربارهٔ نویسندگان آمریکای لاتین. قاعده نوشتن این مدخل‌ها معرفی و بررسی تمام آثار هر نویسنده در ۱۵ تا ۲۰ هزار کلمه بود. خود انتشارات اسکریبنر هم ابتدا این معرفی‌ها را به صورت جزوه‌هایی منتشر کرد که بعداً تبدیل به کتاب شد. همانند فکر اولیه جزوه‌های انگلیسی، قرار بود مجموعه فارسی نیز در ۳۰۰ عنوان مورد نیاز خواننده ایرانی هر ماه حداقل دو عنوان منتشر شود و سرانجام به شکل دایره المعارفی منسجم و منتشر شود. فکر می‌کنم هر چند عنوانی هم که چاپ شد، در آن زمان کارستان بود.